# Schloss Wurzen

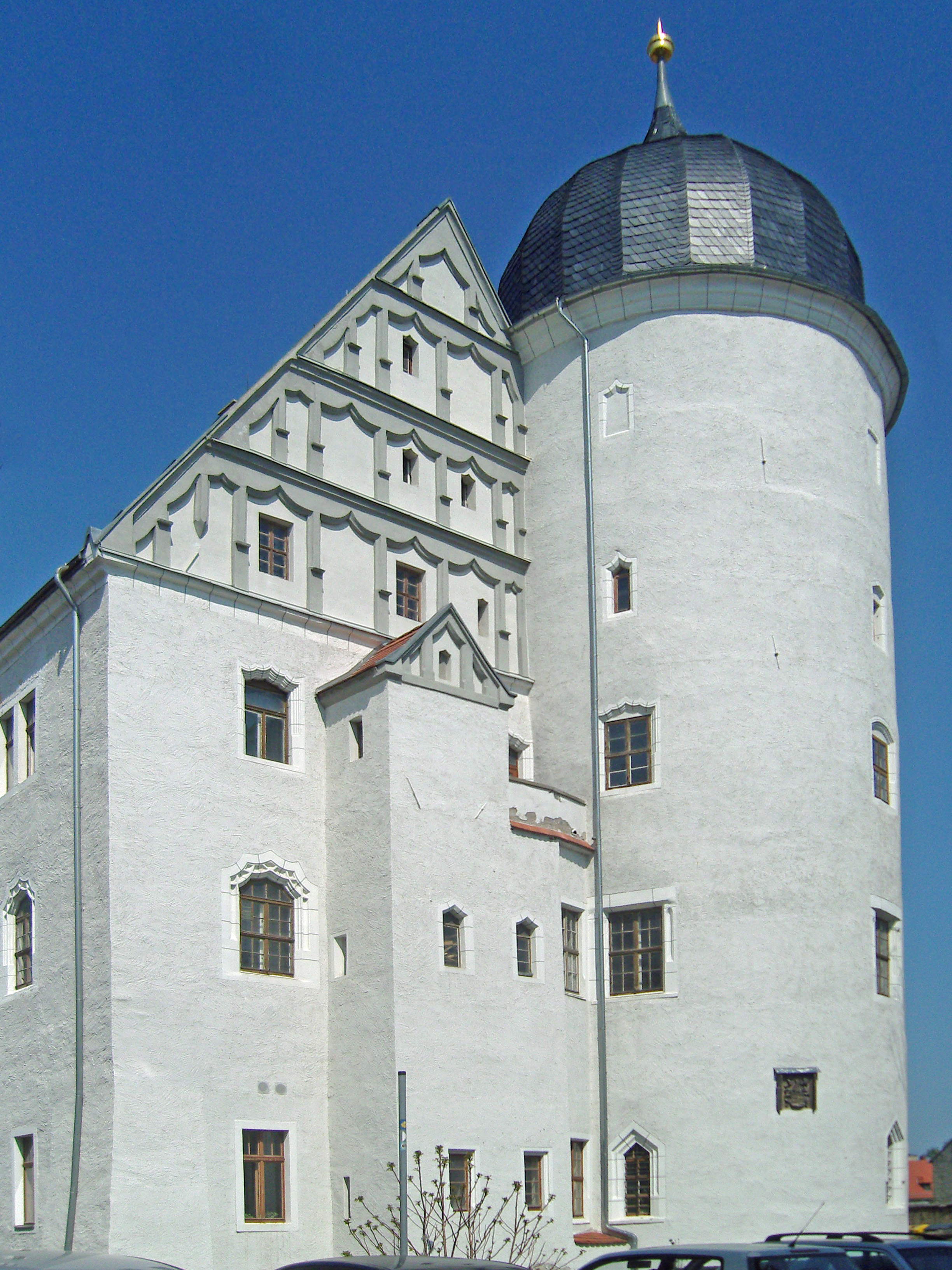
Schloss Wurzen

Das Schloss Wurzen ist ein Schloss in Wurzen im sächsischen Landkreis Leipzig. Es wurde von 1491 bis 1497 in spätgotischem Stil bereits mit Elementen der Frührenaissance von dem Meißener Bischof Johann VI. von Saalhausen als Bischofsresidenz erbaut.

## Geschichte
Bereits um 995 gelangte das Bistum Meißen in den Besitz von Wurzen und des Wurzener Landes, das im 14. Jahrhundert zu einer Verwaltungseinheit des Hochstifts Meißen wurde.
Der sich um eine Reform seines Bistums intensiv bemühende Bischof Johann VI. von Saalhausen ließ das Schloss zwischen 1491 und 1497 als einen weiteren Bischofssitz außerhalb von Meißen erbauen. Hier residierte er nach der Fertigstellung relativ häufig neben seinen Aufenthalten auf Burg Stolpen. Als Entwerfer der architekturgeschichtlich hochbedeutenden Anlage wurde von der jüngeren Forschung der Meißener Dombaumeister Klaus Kirchner vorgeschlagen, der 1494 verstarb.
1631 brannten die beiden Türme und wurden somit sehr stark beschädigt. Viele wertvolle Details schmücken den Baukörper, wie zum Beispiel das spätgotische Sitznischenportal, darüber ein Wappenstein. In der Eingangshalle befindet sich ein hohes Netzzellengewölbe, insgesamt sind im Schloss mehr als 40 Netzzellengewölbe der unterschiedlichsten Größe vorhanden.
Das Wurzener Schloss war Residenz der Bischöfe von Meißen bis 1581. Am 20. Oktober 1581 dankte der letzte Bischof Johann IX. von Haugwitz ab. Danach war das Gebäude bis 1856 Sitz des Stiftsamtes Wurzen. Später wurde das Gebäude durch das Amtsgericht und nach 1945 auch durch die Polizei genutzt.
Am 17. Juni 2002 kaufte Familie Wedekind das Anwesen, ein Jahr später am 17. August 2003 wurde der gastronomische Teil (Keller und Erdgeschoss des Hauptgebäudes) fertiggestellt, im August 2004 wurde das Hotel im Nebengebäude (dem Kornhaus) mit zwölf Doppelzimmern und einem Einzelzimmer eröffnet. Insgesamt umfasst das Schloss Wurzen 6.600 m² Land und 3.300 m² räumliche Fläche.

## Beschreibung
Der massige Baukörper auf rechteckigem Grundriss mit den südöstlichen und nordwestlichen Ecktürmen sowie der tiefe, trockene Wallgraben mit der mittelalterlichen Zugbrücke kennzeichnen den Übergang von einer mittelalterlichen Burg zum spätgotischen Schloss.
Die Raumgliederung, der Wendelstein, die Vorhangbogenfenster an den Türmen und im ersten Obergeschoss sowie vor allem die Zellengewölbe mit netzförmiger Figuration im Inneren weisen auf direkte Zusammenhänge mit dem Schloss Albrechtsburg in Meißen, deren Baumeister Arnold von Westfalen die Schlossbaukunst in Sachsen maßgeblich einleitete. Die Baukosten betrugen 14.000 Reichstaler. Mit Ausnahme zweier zerstörter Türme hat das Schloss die verschiedenen Kriegsgefahren und Brände überstanden.

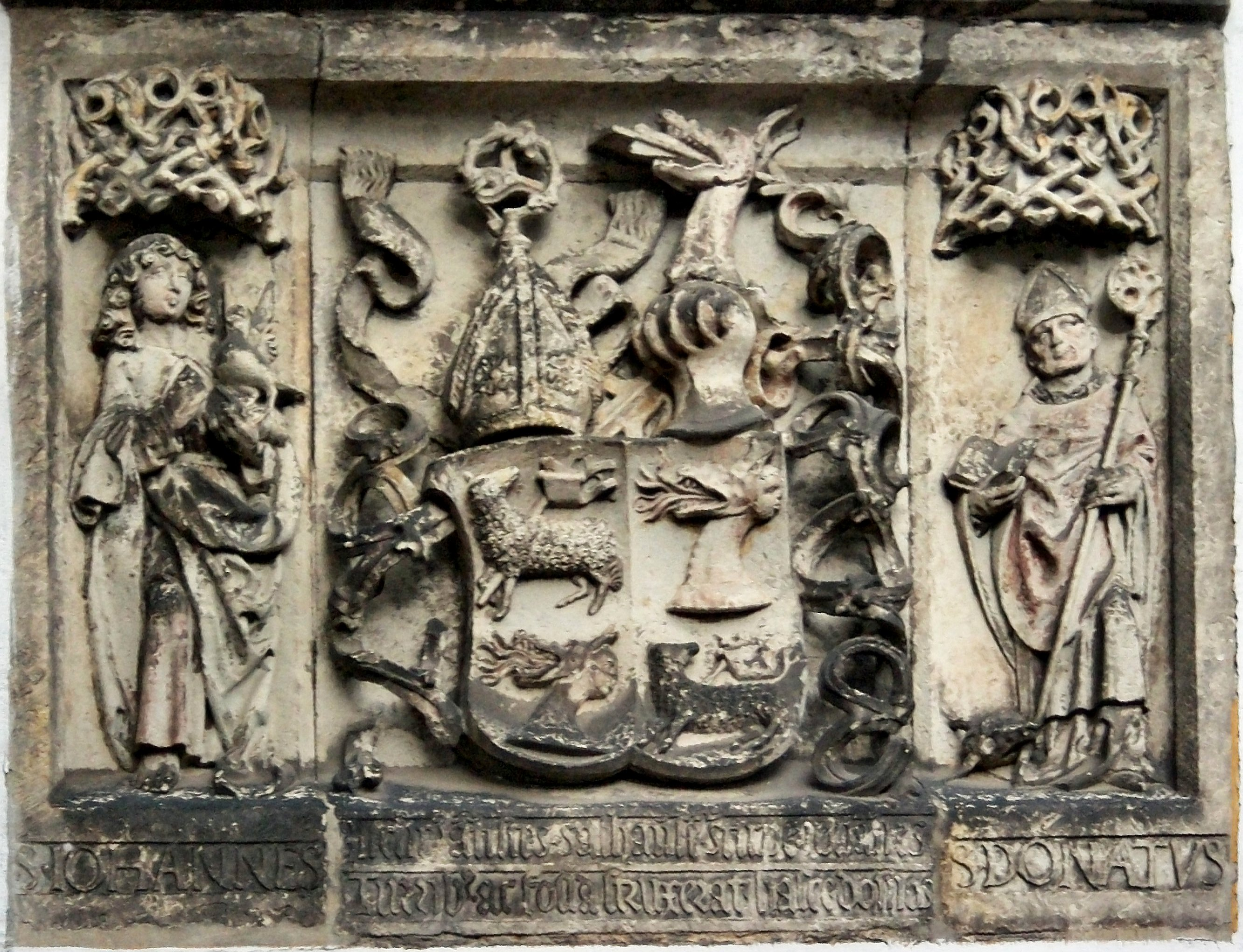
Wappen Bistum Meißen Johann VI. Salhausen
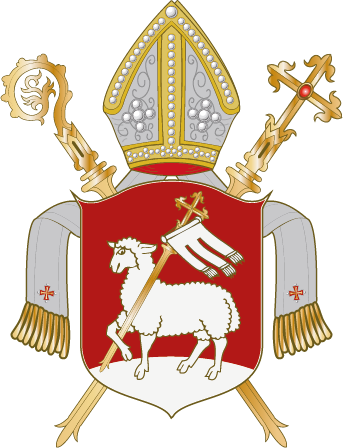
Wappen Bistum Meißen
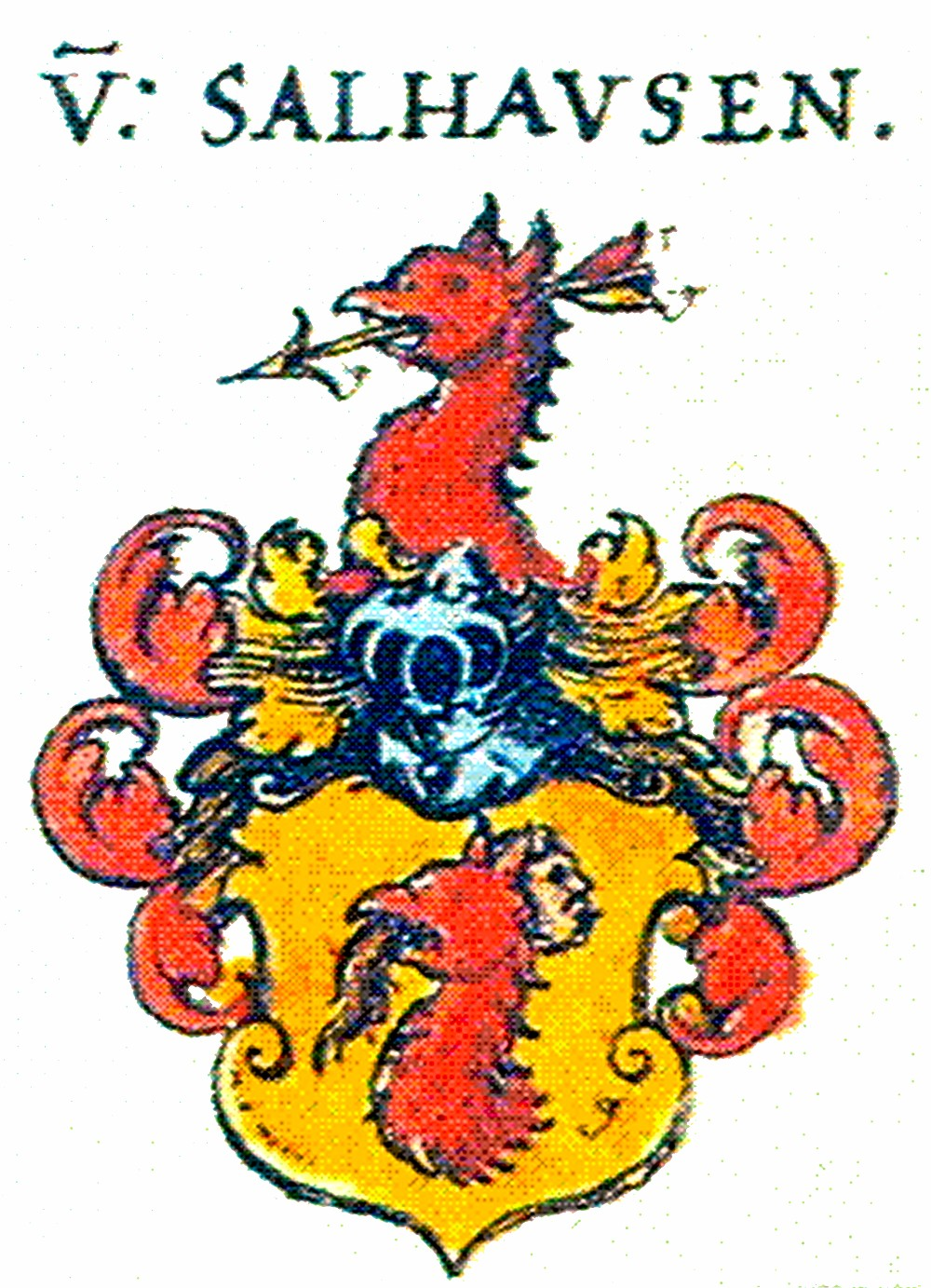
Wappen von Salhausen
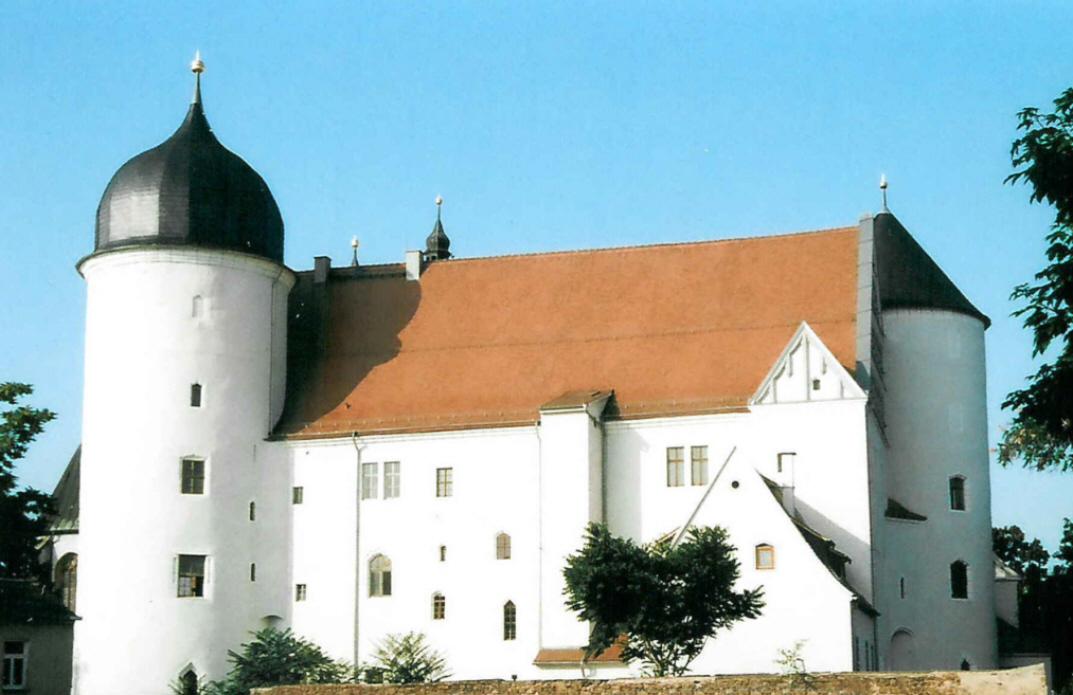
Schloss Wurzen von Norden
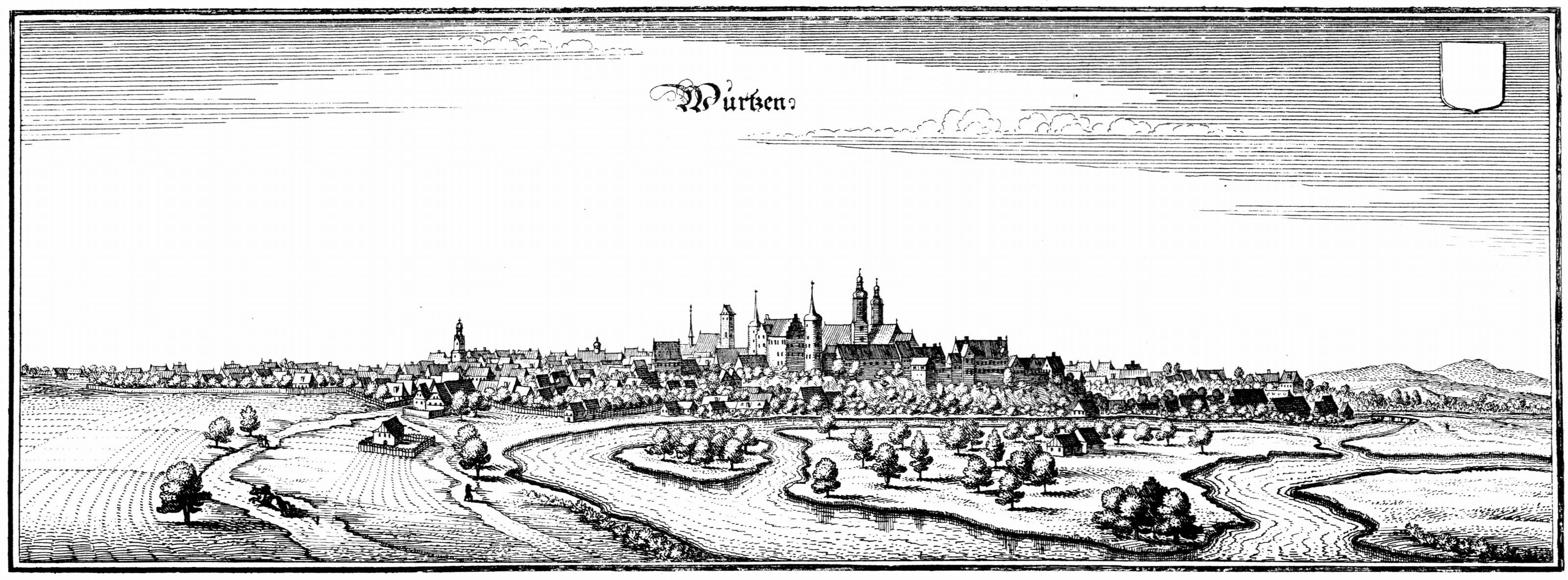
Wurzen um 1650

## Besonderheiten

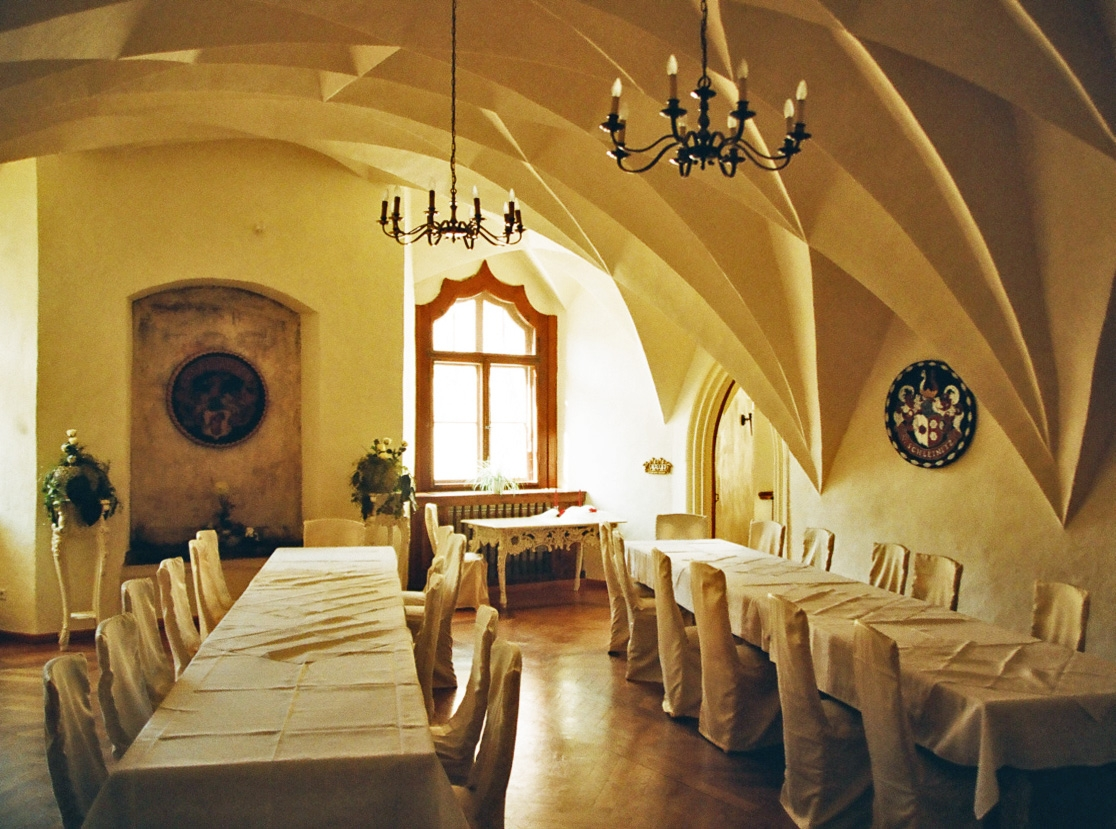
Bischofssaal mit Netzzellengewölbe

- Schloss Wurzen ist ein ungewöhnlich gut erhaltenes Residenzschloss aus dem späten 15. Jahrhundert und das einzige gotische Bischofsschloss mit Restaurant und Hotelbetrieb. Laut räumlicher Fläche besitzt es die meisten Netzzellengewölbe. Die Spätmittelalterliche Raumaufteilung hat sich fast vollständig erhalten.
- Das Schloss liegt neben dem Wurzener Dom zentral in einer der ältesten Städte Sachsens und besitzt einen Trauraum, es kann damit als Zweigstelle des Standesamts Wurzen genutzt werden.

## Nachweise
1. ↑  Matthias Donath: Kirchner, Klaus (Claus, Claws, Meister Klaus), in: Sächsische Biografie, hrsg. vom Institut für Sächsische Geschichte und Volkskunde e. V., bearb. von Martina Schattkowsky Online-Ausgabe (1. Dezember 2017)
2. ↑  Eintrag im Staatsarchiv Leipzig (Memento vom 1. April 2012 im Internet Archive)
3. ↑  Das Schloss in der Mitte vor den Kirchen